# Dieter Sieger

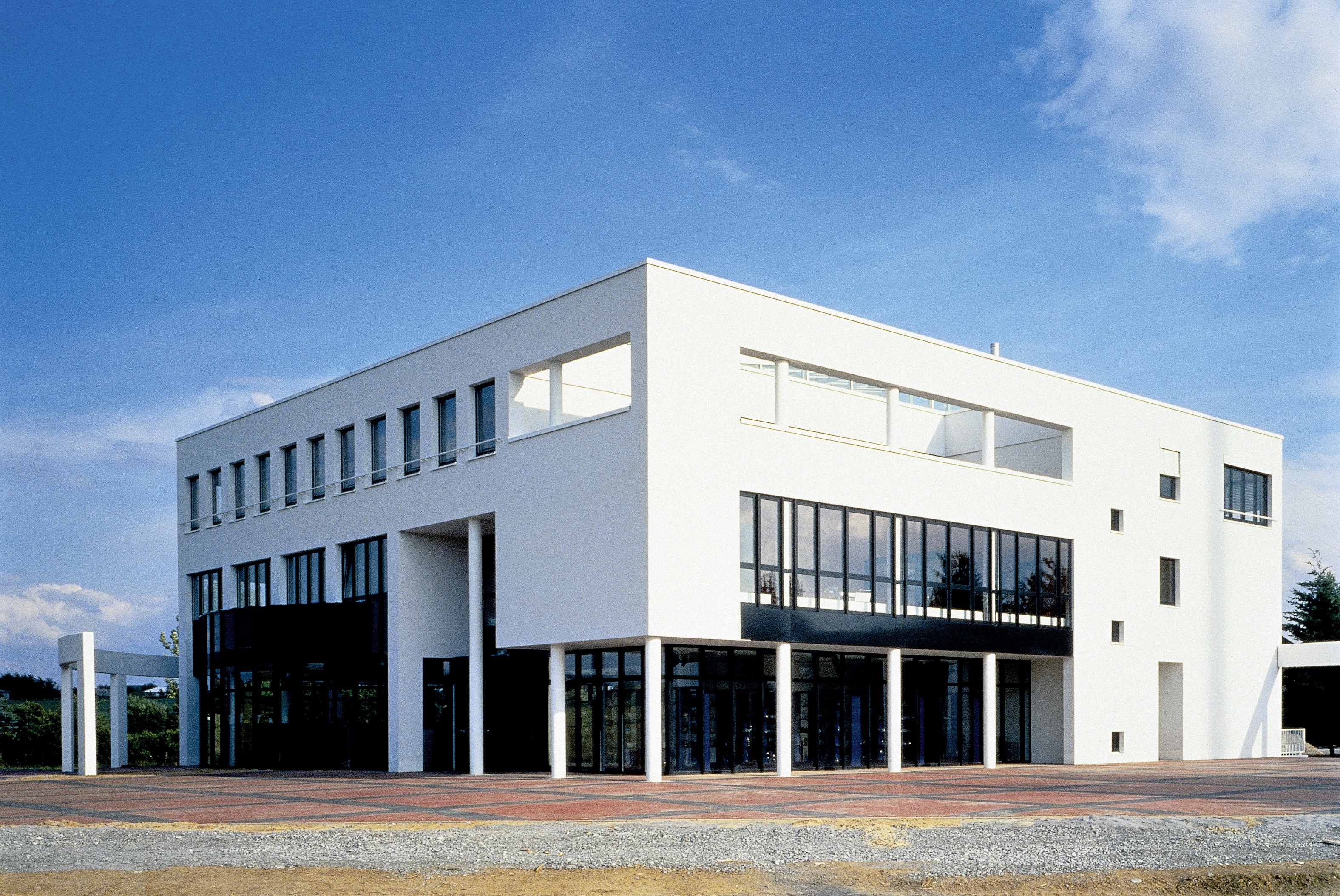
Huvudkontor för Ritzenhoff AG i Marsberg, 1993

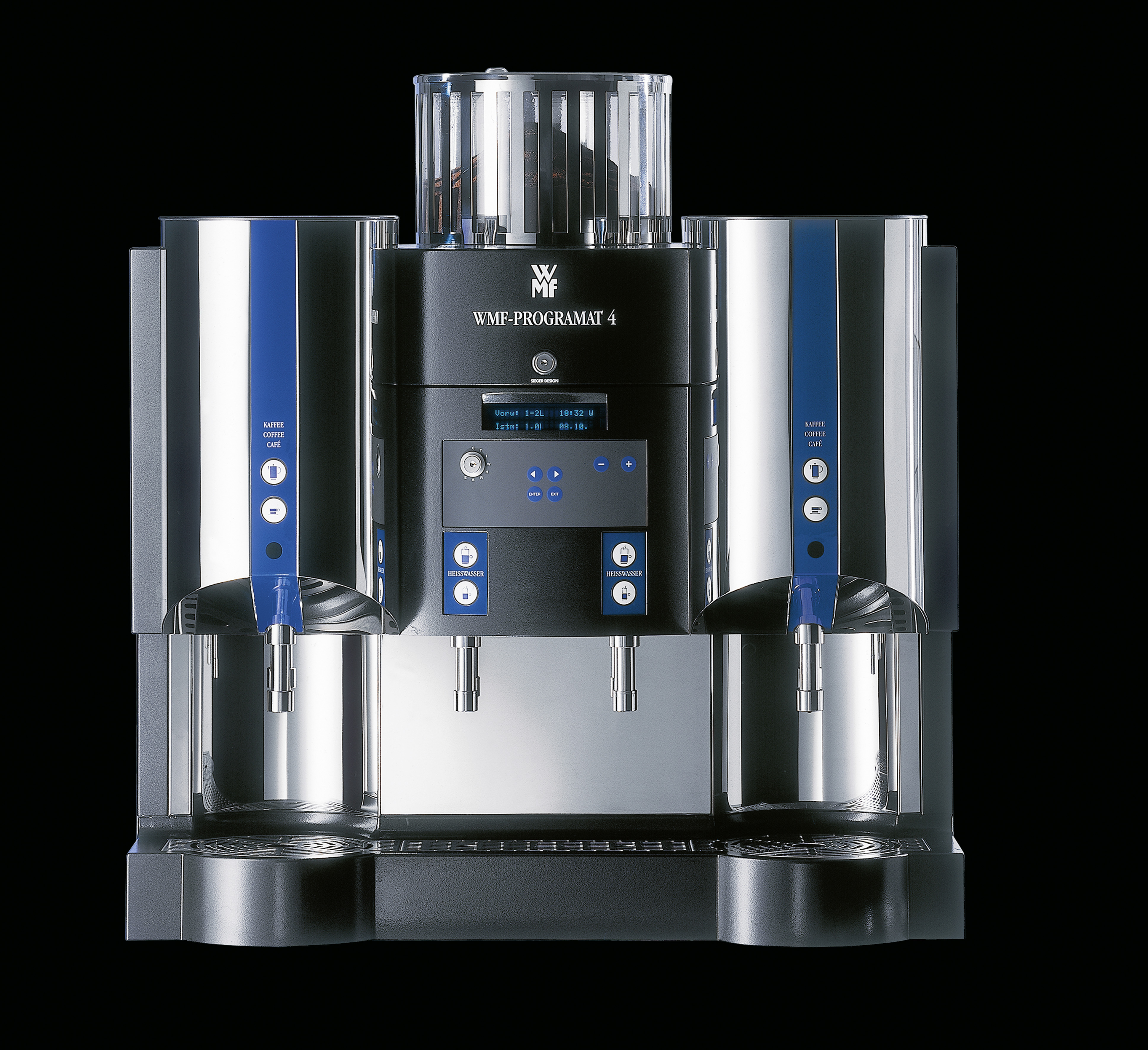
Kaffebryggare från Württembergische Metallwarenfabrik

Dieter Sieger, född 3 maj 1938 i Münster i Tyskland, är en tysk arkitekt och formgivare. 
Dieter Sieger gick i murarlära i Münster 1957–1960 och utbildade sig till arkitekt på Dortmunds konstfackskola, med examen 1964. Han grundade en arkitektbyrå i  Münster.
Han har ritat bostadshus och formgav 1976–1982 interiörer för fritidsbåtar, bland annat för Anne Wever i s-Hertogenbosch och Heesen i Oss i Nederländerna. Från tidigt 1980-tal har han ritat badrumsinredningar och -armaturer.
Han gifte sig 1964 med Fransje Blom från Nederländerna. Han har sönerna Christian (född 1965) och Michael (född 1968), vilka 2003 övertog hans verksamhet.

## Bildgalleri

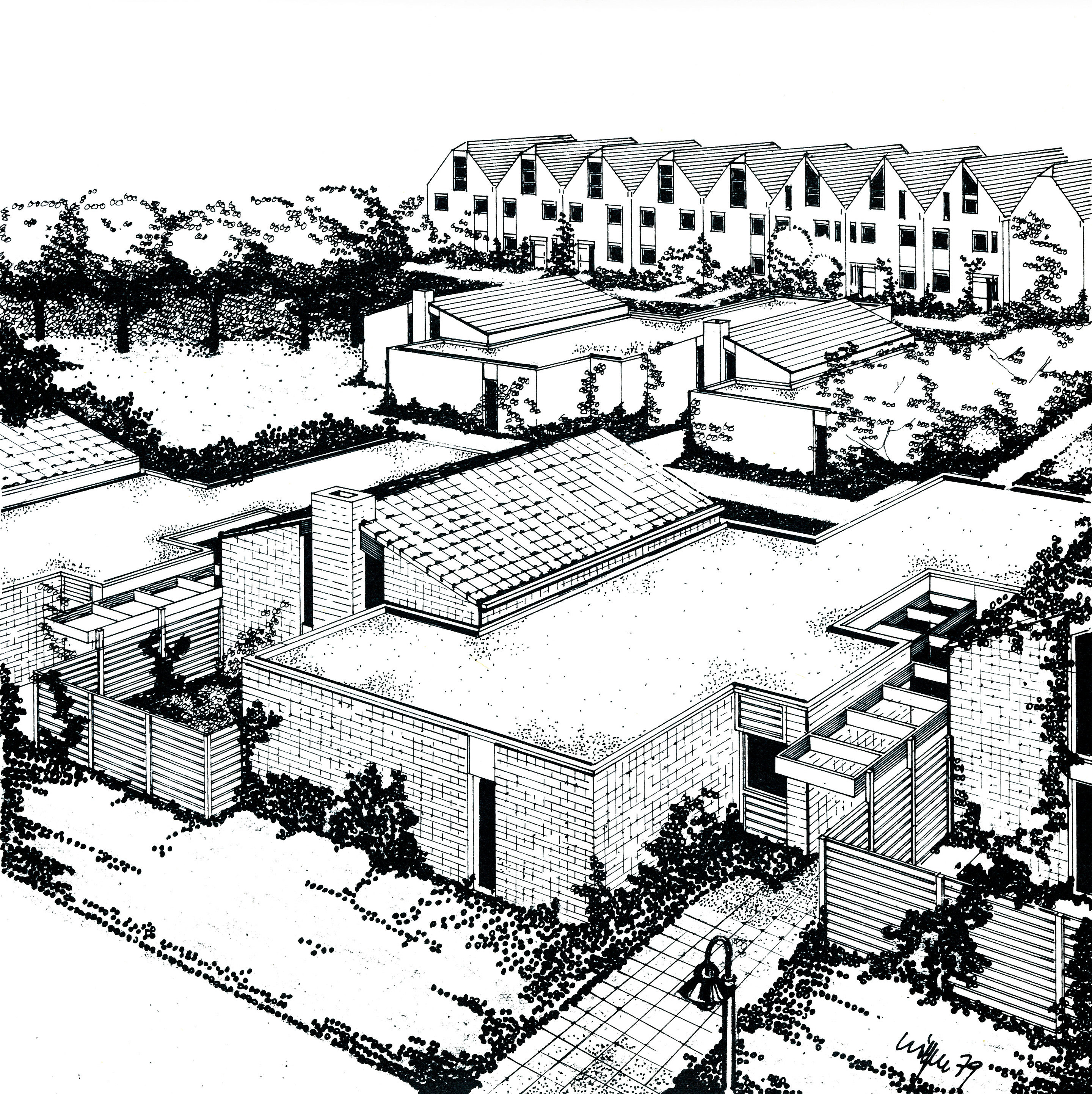
Bostadshus, 1973
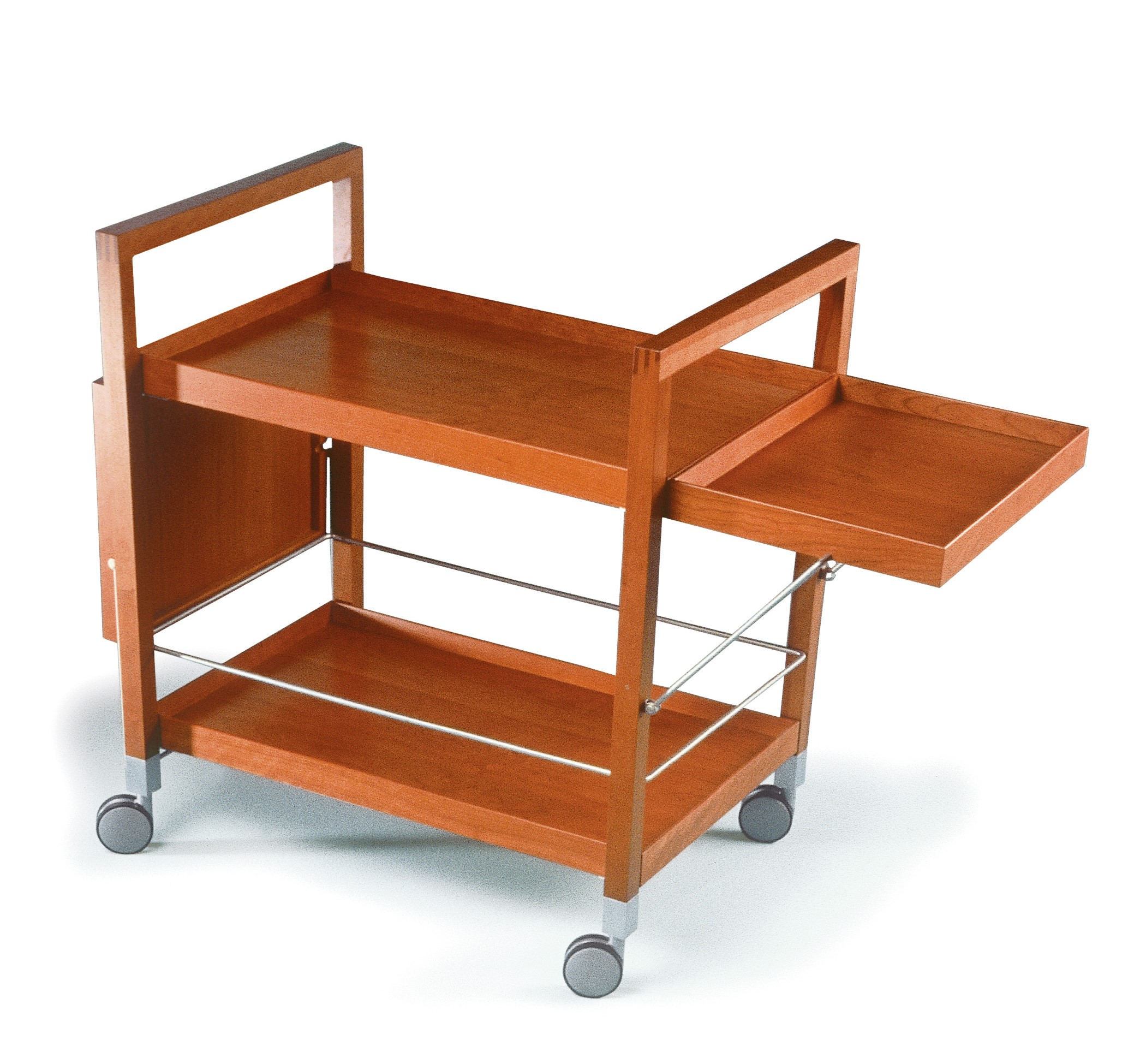
Tevagn
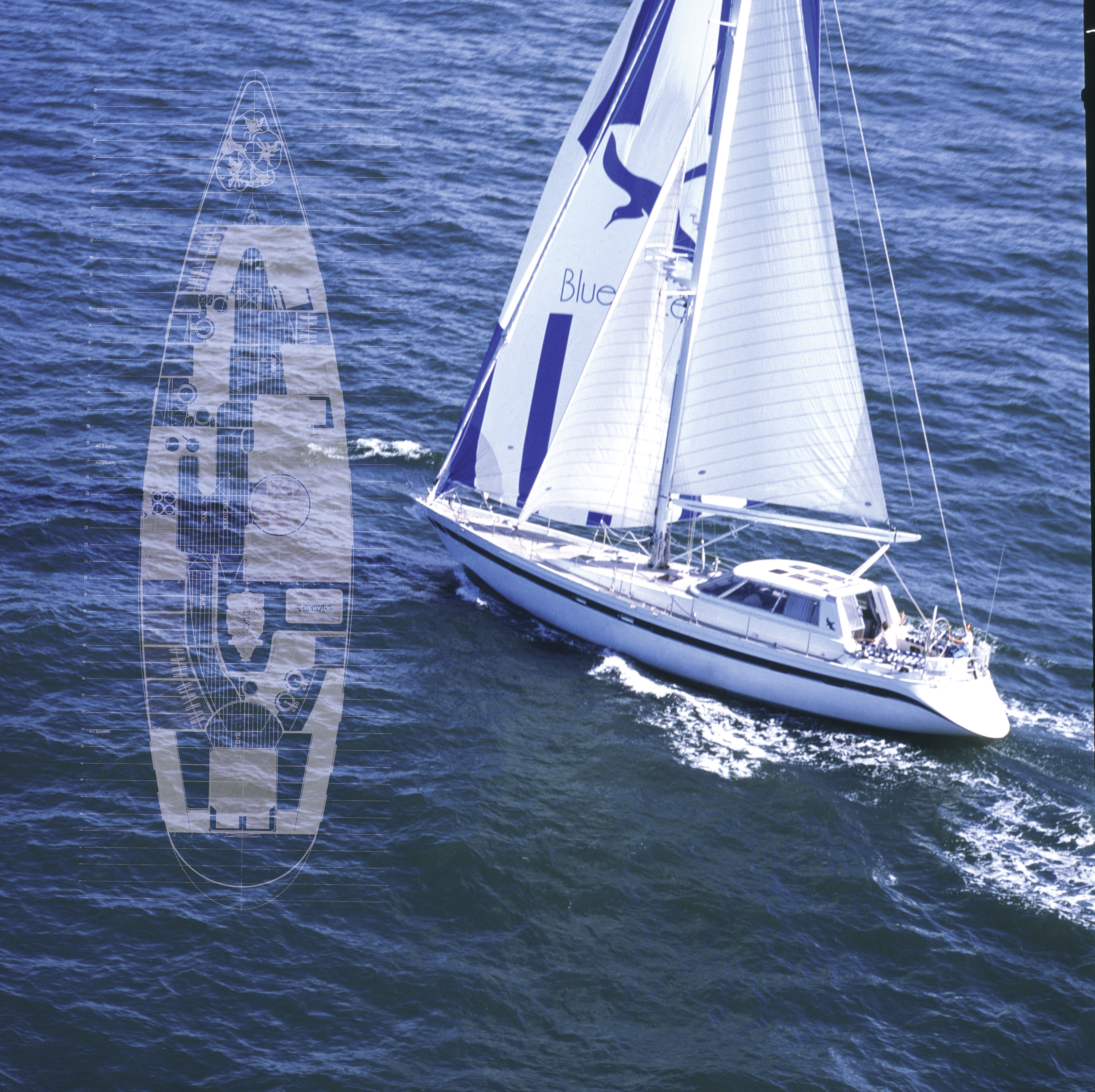
Blue Ocean, vars inredning Dieter Sieger ritat